# Жуматаева, Селина Нурадиловна
Селина Нурадиловна Жуматаева (род. 16 августа 1998 года) — казахская гимнастка (художественная гимнастика)

## Достижения
«Мастер спорта Республики Казахстан» по художественной гимнастике приказ Министра Культуры и Спорта Республики Казахстан №325 от 06 августа 2014г.
«Мастер спорта международного класса» по художественной гимнастике приказ Министра Культуры и Спорта Республики Казахстан №24 от 03 февраля 2016г.,
Зачислена в сборную команду г.Астана 2012г.
Входит в состав "Национальной сборной команды Республики Казахстан" основного состава,
Член "Штатной Национальной Сборной" РК., Национальнного Олимпийский Комитета (НОК)
Чемпионка Азии в командном первенстве 2017г. 
Абсолютная Чемпионка Республики Казахстан 2014г., 2017г.,
Финалистка Всемирной Летней Универсиады 2017г., (Мяч,Лента)

Участник Чемпионата Мира 2014,201., 
| Медаль  | Чемпионат Азии         | Год  | Первенство |
| ------- | ---------------------- | ---- | ---------- |
| Золото  | Астана, Казахстан      | 2017 | Команда    |
| Бронза  | Жечеон, Корея          | 2016 | Команда    |
| Серебро | Малайзия, Куала-Лумпур | 2018 | Команда    |

### Допинг[1]
Согласно опубликованному списку, запрещенные субстанции были обнаружены в анализе гимнастки 
Селины Жуматаевой. В пробе, взятой в соревновательный период 2017, был обнаружен 
запрещенный препарат - фуросемид. Спортсменка получила 4 года дисквалификации: с 15.08.2018 - 15.08.2022